# Is Is
Is Is je v pořadí třetí EP kapely Yeah Yeah Yeahs, které vyšlo 24. července 2007. Skladby na tomto EP byly napsány již v roce 2004, v době, kdy kapela byla na turné k prvnímu studiovému albu Fever to Tell. Píseň „Down Boy“ se umístila na 61. místě v seznamu 100 nejlepších skladeb roku 2007 amerického magazínu Rolling Stone.

## EP
EP se zrodilo během velmi rušného a emočně nestabilního období v historii kapely. Úzkost a obavy obklopující toto období se přenesly do sexuálně napjaté stavby skladeb. K volbě producenta EP se vyjádřila Karen O následovně: „Nick Launay byla pro nás přirozená volba. Právě produkoval album Flowers of Romance skupiny Public Image Ltd, které se ihned stalo naším oblíbeným. Když jsem tu desku pustila, měla jsem strašlivou chuť nacpat si do pusy syrové maso z hamburgeru.“
EP vyšlo hned na několik médiích: kompaktní disk (CD), gramofonová deska, USB flash drive a také jako digitální stažení.
Skladba „Down Boy“ byla původně vydána na singlu pouze v Austrálii a Japonsku.

## Video
Skupina vytvořila film obsahující živý záznam z koncertu, na kterém se podíleli režiséři K. K. Barrett a Lance Bangs, který doprovázel EP. 7. května koncertovala kapela v Brooklynu v Glasslands Gallery. Zde odehráli dva koncertní sety, každý pro 100 fanoušků, první set byl pro veškeré obecenstvo, druhý byl vyhrazen pouze pro dámskou část publika. Dále jsou obsahem dvě filmové verze skladby „Down Boy“; jedna živá a druhá pouze ve formě zvuku.
Tři z těchto živých záznamů a audio verze skladby „Down Boy“ byly umístěny na oficiální YouTube kanál kapely.

## Seznam skladeb
| Pořadí         | Název              | Délka |
| -------------- | ------------------ | ----- |
| 1.             | Rockers to Swallow | 3:14  |
| 2.             | Down Boy           | 3:54  |
| 3.             | Kiss, Kiss         | 2:45  |
| 4.             | Isis               | 4:00  |
| 5.             | 10 x 10            | 3:44  |
| Celková délka: | Celková délka:     | 17:47 |

## Obsazení
- Brian Chase – bubny
- Nick Zinner – kytary, microKorg
- Karen O – zpěv

## Hitparády
EP se umístilo na 44. místě kanadské hitparády Top 100 Canadian Albums Chart. V Británii nemělo EP nárok na umístění v hitparádě kvůli tomu, že pro vstup na hitparádu nejlepších alb bylo příliš krátké a pro singlovou hitparádu bylo zase příliš dlouhé. V australské ARIA Singles Chart se EP nejvýše umístilo na 37. místě.